# 취약성-스트레스 모델

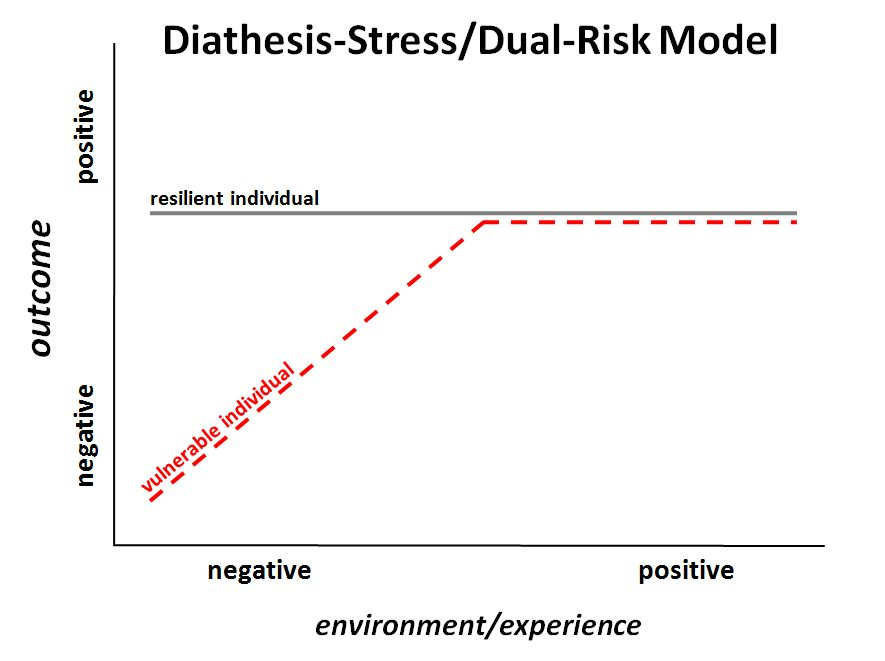

체질-스트레스 모델(Diathesis–stress model) 또는 취약성-스트레스 모델(vulnerability–stress model)은 선행적 취약성과 인생 경험등으로 인한 스트레스 사이의 상호 작용의 결과로서 장애 또는 그 궤적을 설명하려는 심리학적 이론이다. 체질(Diathesis)이라는 용어는 그리스어 단어 (διάθεσις)에서 소인 또는 감수성을 나타낸다. 체질은 유전적, 심리적, 생물학적 또는 상황적(사회적) 요인의 형태를 취할 수 있다.  장애 발병에 대한 개인의 취약성 간에는 큰 차이가있다진화심리학 및 동물행동학을 비롯해 많은 연구들이  개체(개인)의 생물학적, 사회심리적 취약성은 이러한 연장선상에서 유전적 ,사회심리적 상황의 스트레스와 상호 지속적으로 영향을 주고받음으로써 복합적 관계에서 그 발현이 결과로 진행한다는사실을 중요하게  언급하고있다.

## 소인
소인(素因)을 특정한 병에 걸리기 쉬운 내적 요인을 가지고 있는 신체상의 상태라고 했을 때 이의 진행을 보다 압박하는 추가적인 위험요인들이 그 쌍으로서 제안될수있다.

## 탄력성
한편 내성적인 활동력 저하를 사회적 친밀감의 개발로 안정감을 유지한다면 이는 취약성(활동력 저하)을 심리적 위험요인으로 보았을 때 동시에 균형적인 측면에서 심리적 탄력성(사회적 친밀감)으로인한 중재효과가 확인된바있다고 보고된바있다.

## 같이 보기
- 반취약성
- 생물심리사회 모델
- 유전자-환경 상호작용